# Vasselay
Vasselay – miejscowość i gmina we Francji, w Regionie Centralnym, w departamencie Cher.
Według danych na rok 1990 gminę zamieszkiwało 1020 osób, a gęstość zaludnienia wynosiła 50 osób/km² (wśród 1842 gmin Regionu Centralnego Vasselay plasuje się na 389. miejscu pod względem liczby ludności, natomiast pod względem powierzchni na miejscu 646.).